# Feketeszárnyú poszátalevélmadár
A feketeszárnyú poszátalevélmadár (Aegithina tiphia) a madarak osztályának verébalakúak (Passeriformes) rendjébe és a poszátalevélmadár-félék (Monarchidae) családjába tartozó faj.

## Előfordulása
A Fülöp-szigeteken és Szingapúrban honos faj. Esőerdők és ültetvények lakója.

## Alfajai
- Aegithina tiphia septentrionalis – (Koelz, 1939)
- Aegithina tiphia tiphia – (Linnaeus, 1758)
- Aegithina tiphia humei – (Stuart Baker, 1922)
- Aegithina tiphia multicolor – (J. F. Gmelin, 1789)
- Aegithina tiphia philipi – (Oustalet, 1885)
- Aegithina tiphia deignani – (B. P. Hall, 1957)
- Aegithina tiphia horizoptera – (Oberholser, 1912)
- Aegithina tiphia cambodiana – (B. P. Hall, 1957)
- Aegithina tiphia aequanimis – (Bangs, 1922)
- Aegithina tiphia viridis – (Bonaparte, 1850)
- Aegithina tiphia scapularis – (Horsfield, 1821)

## Megjelenése
Testhossza 14 centiméter. Szárnya fehér-fekete csíkozású.
|  |  |

## Életmódja
A lombok között keresgéli rovarokból és hernyókból álló táplálékát.

## Szaporodása
Csésze alakú fészkét ágvillába készíti.

## Külső hivatkozások
- Képek az interneten a fajról
- Ibc.lynxeds.com - videó a fajról